# Darungan (Pare)
Darungan is een bestuurslaag in het regentschap Kediri van de provincie Oost-Java, Indonesië. Darungan telt 5406 inwoners (volkstelling 2010).